# كوشيرو إيزومي
شادي المعروف بالنسخة اليابانية بـكوشيرو إيزومي (باليابانية: 泉 光子郎، بالروماجي: Izumi Kōshirō)، هو شخصية خياليّة في مسلسل الأنمي الشهير ديجيمون والمعروف باللغة العربية بأبطال الديجيتال، وُلِد في 16 ديسمبر عام 1989، شادي فتى ياباني يعيش في مدينة أودايبا في طوكيو مع زوجيّن قاما بتبنيه بعد وفاة والديّه في حادثٍ مأساوي عندما كان طفلاً صغيراً، كان أحد الشخصيات الرئيسية في السلسلة الأولى وسلسلة الأفلام ديجيمون أدفنتشر تراي وأحد الشخصيات الثانوية في السلسلة الثانية.

## صفاته ومظهره
يعتبر كوشيرو من أذكى أبطال الديجيتال في السلسلتين الأولى والثانية بل نستطيع القول بأنه أذكى بطل في السلسلة كلها، فهو عبقري وحدود عبقريته تفوق بمن هو مثل سنه، دائماً ما يتطلع إلى العلم بكافة الأشكال، خاصةً العلوم التقنية، وله دراية بعلوم الطاقة والحاسوب والبرمجة والإحصاء، وما إن يجد رمزاً غريباً إلا وحاول أن يفك شفرته، لديه حاسوب خاص، فيه الكثير من البرامج الخاصة، ودائما ما كان المرشد الأول لأبطال الديجيتال في خبايا العالم الرقمي وأسراره، أما من الناحية الأخلاقية فكوشيرو خجول للغاية، ولديه شخصية مهذبة ولبقة، ولديه شعور عاطفي تجاه الآخرين، كما أنه من أكثر الأشخاص هدوءً، فهو نادر الغضب، ولا يفتعل المشاكل إطلاقاً مع الآخرين.
شعر كوشيرو أحمر، ولديه بشرة بيضاء، في الجزء الأول يكون طول كوشيرو قصيراً للغاية ويرتدي قميص برتقالي وقفازات صفراء، وفي الجزء الثاني يكون طوله عادياً ويرتدي لباس الثانوية.

## التسلسل الزمني للأحداث

### فيلم: ديجيمون أدفنتشر (1995)

كوشيرو يُشاهد المعركة بين قريمون وباروتمون.

عندماً كان كوشيرو طفلاً رضيعاً، تُوفي والداه في حادث سيّر أليم، ونتيجة لهذا الأمر، قام أحد أقرباء والده بتبنيه، ويعيش معهما كإبن لهما.
في عام 1995 كان كوشيرو يعيش مع والديّه بالتبنيّ ماسامي وكاي في حيّ هيكاريغاوكا عندما كان يبلغ من العمر سبع سنوات، وفي إحدى الليالي شاهد المعركة التي حدثت ما بين قريمون وباروتمون (صنديد والطائر) من شُرفة منزله، ثم انتقل للعيش في أودايبا بعد ذلك بسبب هذا الحدث.

### مُسلسل: أبطال الديجيتال الجُزء الأول (1999)
في ظهيرة يوم 1 أغسطس عام 1999 كان كوشيرو مع الأولاد في المُخيّم الصيفي في النشاط الذي أقامته مدرسة أودايبا الابتدائية، امتص التيار الغريب كوشيرو مع بقيّة الأولاد إلى العالم الرقميّ.
تعرف كوشيرو على مُرافقه تينتمون (هادر)، وخاض مع الأولاد معارك مع عدة وحوش رقميّة في الجزيرة الملفيّة، وفي إحدى الأيام وصل برفقة الأولاد إلى مصنع في الجزيرة الملفيّة، ووجد الكثير من الرموز الهيلوغريفية المصرية القديمة، واكتشف أنها توّلد طاقة للمصنع، واستطاع بفضل هذه الطاقة من تطوير مُرافقه إلى المُستوى البالغين (الثالث). بعد ذلك، عندما قام ديفيمون (الخفاش) بتفرقة الأولاد، سقط كوشيرو في عند مبنى غريب فيه رموز مثل التي كانت تتواجد في المصنع، وقام بعمل الأبحاث في حاسوبه لأجل أن يجد حل لها، وفي ذات الوقت التقته ميمي (مي) وبالمون (زهرة)، لكنه لم يعرها اهتماماً، وبسبب ذلك غضبت ميمي وجرت بغضب نحو متاهةٍ معقدة، لكن كوشيرو استطاع إخراجها بصعوبة.

كوشيرو مع مُرافقه.

سافر كوشيرو مع الأولاد المتبقين إلى قارة سيرفر، وواجهوا هناك إيتيمون (قردون)، وفي إحدى الأيام اكتشف كوشيرو تلك الرموز مرة أخرى، واكتشف أسرار عن العالم الرقمي بواسطة حاسوبه المحمول، وهو من قام باكتشاف أن العالم الرقميّ موازي للعالم الحقيقي وأن العالم الرقميّ مصنوع من الذرات والبيانات، ثم خاضوا معارك مع جنود إيتيمون حتى تمكنوا في النهاية من القضاء لكن اختفى تايتشي (أمجد) بعد ذلك.
عندما اختفي تايتشي (أمجد) عن المجموعة، تفرّق الأولاد، كان كوشيرو قد وصل إلى مكان مجهول، يجد نفسه بعد ذلك قد سقط في نطاق فضائي غريب تابع لأحد المخلوقات الرقميّة، قام بعد أحداث كثيرة، من تطوير مُرافقه إلى المُستوى المثالي (الرابع) بسبب طاقة العلم الذي يحظى بها، والقضاء على صاحب النطاق الفضائي، بعد ذلك يجتمع الأولاد مرةً أخرى وذلك بسبب عودة تايتشي (أمجد)، ثم يكتشفون عدواً جديداً وهو فامديمون (الوطواط)، ويكتشفوا أيضاً بأن هناك بطلاً جديداً ثامناً يعيش في نفس مدينتهم، وأن فامديمون يخطط للذهاب إلى العالم الحقيقي واغتياله، عندها حاولوا منعه لكنهم لم يستطيعوا، ليتمكنوا في اليوم التالي وبفضل كوشيرو الذي حل ثمانية بطاقات من أصل تسع بطاقات في الطاولة الحجرية من فتح البوابة الرقميّة والذهاب إلى العالم الحقيقي خلف فامديمون، وبعد أن وصل كوشيرو إلى منزله، يكتشف رسالة من جيناي (زاجل) مفادها أن هناك مخلوقاً يهاجم الناس، ذهب إلى هُناك وقام بمُقاتلته ونجح في قتاله، وبعد أحداث طويلة تمكن كوشيرو رفقة الأولاد من إيجاد الولد الثامن والقضاء على فامديمون.
بعد أن ساهم كوشيرو مع الأولاد في القضاء على فامديمون (الوطواط) وإيجاد البطل الثامن، عاد مرةً أخرى إلى العالم الرقميّ، وخاض معارك مع سادة الظلام، وانتصر عليهم مع البقيّة، قبل أن يُواجه آخر عدو وهو أبوكاليمون (جنجل) وهو أخطر عدو والمُتسبب في صُنع قوى الشر، ليستطيع في النهاية وبمُساعدة الجميع من القضاء عليه، ويعود مرةً أخرى إلى أودايبا.

### فيلم: ديجمون أدفنتشر «لعبتنا الحربية» (2000)
في 4 مارس عام 2000 كان كوشيرو قد اكتشف فايروساً يهاجم شبكة المعلومات، واندفع بسرعة لتبليغ الآخرين، وقام بتبليغ تايتشي (أمجد) الذي حاول هو الآخر من إبلاغ الآخرين لكنه لم ينجح سوى مع ياماتو (يامن) وشقيقه، والذي نجحوا في النهاية من التصدي للفايروس.

### ما بين مارس 2000 و أبريل 2002

كوشيرو في عام 2002.

في مايو عام 2000 عاد كوشيرو مع أبطال الديجيتال إلى العالم الرقمي بطلبٍ من جيناي (زاجل)، من أجل تحرير القوة التي تحمي عالم الديجيتال لأجل إصلاح تشويه العالم الرقمي، وذلك عن طريق طاقات القلائد، ونتيجةً لذلك فإن أبطال الديجيتال فقدوا القدرة على التطوّر إلى المُستوى المثالي.
في 2001 انضم كوشيرو إلى نادي الحاسوب في المدرسة بدلاً من نادي كرة القدم كما كان سابقاً، وذلك بسبب أنه يرى مكانه أنسب هناك، ونظراً للتجارب التي مر فيها في العالم الرقمي.

### مُسلسل: أبطال الديجيتال الجُزء الثاني (2002)
في أبريل 2002 يعلم كوشيرو فيما بعد أن الشّر قد عاد إلى العالم الرقميّ، وعلم بأن هناك أبطالاً جُدد، ويخوض معهم بعض المغامرات ويُساعدهم في بعض الأحيان، ويبقى يمارس دوره في إرشاد الأولاد وتزويدهم بالمعلومات.
وفي الصيف من عام 2002 يُختطف سورا رفقة الأولاد من أبطال السلسلة الأولى باستثناء تاكيرو (وسيم) وهيكاري (هند) في مجالٍ غريب قبل أن يتم تحريرهم من قِبل تاكيرو وهيكاري.

### فيلم: ديجيمون أدفنتشر 2 «الإنتقام من دايبرومون» (2003)
في مارس 2003 يعود الفايروس السابق ليُهدد شبكة أودايبا الذي ظهر في مارس 2000 قبل ثلاثة سنوات، كان كوشيرو ما زال يُواصل مهمته في محاولة القضاء عليه.

### مُسلسل: ديجيمون أدفنتشر تراي (2005)

كوشيرو في عام 2005.

في عام 2005 يظهر كوشيرو ضمن أبطال الديجيتال من السلسلة الأولى والذين يدرسون في الثانوية العامة. وفي وقت لاحق يتقاتل كوشيرو رفقة الأولاد ليُقاتلون وحشاً ظهر كان قد استهدف أحد المُرافقين لفتاة جديدة ضُمّت إلى أبطال الديجيتال. ثم تتوالى الأحداث ليواجهون إنسان بشرياً يُعتقد بأنه كين (يزن) الذي عاد إلى شخصية الإمبراطور، ويقوم بفتح حاسوبه لمُشاهدة المعركة التي كانت بين مييكومون وليومون (ليث) وغومامون (بحر) وبالمون (زهرة) من طرف، وبين كين من طرف آخر مع وحشه الخاص.

### 2027
في عام 2027 وبعد 28 عاماً من مُغامرتهم الأولى في العالم الرقميّ، يُصبح كوشيرو ضمن فريق البحث المُختص بالعالم الرقمي رفقة هاريهيكو والد سورا (سمر) وشو كيدو الشقيق الأكبر لجو (زين)، ويُصبح متزوج ولديه ابنة.

## عائلته وأقربائه
| أقرباء كوشيرو | أقرباء كوشيرو | أقرباء كوشيرو | أقرباء كوشيرو                | أقرباء كوشيرو |
| الاسم         | الصورة        | تعريف | الظهور                       |               |
| ------------- | ------------- | --- | ---------------------------- | ------------- |
| ماسامي        |               | هو والد كوشيرو بالتبنّي، وهو من أقرباء والده، قام بتبنيه بعد وفاة والديّه بحادث سيارة عندما كان رضيعاً، ويشكل معه علاقة وطيدة. | - الجزء الأول - الجزء الثاني |               |
| كاي           |               | هي والدة كوشيرو بالتبني، وهي مُتعلقة به بشدة، كثيراً ما تخاف عليه من الأخطار الخارجيّة.                                        | - الجزء الأول - الجزء الثاني |               |
| لم يُذكر       |               | هي ابنة كوشيرو، ولديها مُرافق رقمي مثل والديّها.                                                                              | - الجزء الثاني               |               |

## مرافقه الرقمي
| الاسم                | نوع التطور | المستوى             | معلومات | الصورة |
| -------------------- | ---------- | ------------------- | --- | ------ |
| بابومون              | تكوين      | جنين                | هو مخلوق لزج أشبه بكتلة فقاعات، لونه أخضر ويحمل ماصةً للأطفال في فمه.                                                             |        |
| موتيمون              | إرتقاء     | رضيع                | هو مخلوقٌ وردي اللون، مرن الجلد، رقيق الأطراف، ذو أعين مُسطحة.                                                                     |        |
| تينتومون             | إرتقاء     | طفل                 | هو طائر إلكتروني من الحشرات، اسمه مُستمد من الخنفساء، يُطلق موجات كهربائية على أعدائه.                                             |        |
| كابوتيريمون          | إرتقاء     | بالغ                | هو مخلوقٌ حشري إلكتروني، لديه قناع صلب حول رأسه، لونه أزرق، ولديه أجنحةٌ ضخمة وأربعة أذرع، يٌطلق كرة كهربائية صاعقة بدقة إلى الخصم. |        |
| ميقا كابوتيريمون     | إرتقاء     | مثالي               | يتحول إلى مخلوقٌ يُشبه بالهيكل الخارجي حشرة الأتلس بيتل، ويتغير لونه إلى الأحمر، ويُضاف له درع أقوى وصاعقة كهربائية أشد قوة.        |        |
| هيركوليز كابوتيريمون | إرتقاء     | أقصى                | هو مخلوق حشري ضخم ذهبي، شكله مُستمد من خنفساء هيركوليز لديه مقص وقرن عملاق.                                                       |        |
| تيرانت كابوتيريمون   | ارتقاء     | أقصى (الشكل الثاني) | هو مخلوق حشري ويُعد أقوى المخلوقات الرقميّة من فصيلة الحشرات على الإطلاق، لونه أرجواني، ولديه أذرع ضخمة.                           |        |